# E842
La ruta europea E842 és una carretera que forma part de la Xarxa de carreteres europees. Comença a Nàpols (Itàlia) i finalitza a Canosa di Puglia (Itàlia). Té una longitud de 218 km. Té una orientació d'oest a est.